# Federación Catalana de Automovilismo
La Federación Catalana de Automovilismo es el organismo rector del automovilismo y de las actividades deportivas automovilísticas en Cataluña (España). Promueve, gestiona y coordina la práctica del deporte del automovilismo en cualquiera de sus disciplinas en el ámbito de Cataluña. Forma parte de la Unión de Federaciones Deportivas de Cataluña.

## Historia
Creada oficialmente en 1940, con anterioridad fue Delegación Deportiva del Real Automóvil Club de Cataluña  su antecedente más reciente, y con quien compartió presidentes y local hasta el año 1981. De hecho, aún más atrás, la primera prueba automovilística de España, la Copa Cataluña, fue organizada en 1908 por el Automóvil Club de Barcelona, que dos años más tarde se convirtió ya en RACC. A la Copa Cataluña se añadieron otras competiciones, como la Vuelta a Cataluña en 1916, el Gran Premio de España en el Autódromo Terramar en 1923 o los Campeonatos de España que se disputaron en un circuito cercano a Vilafranca del Penedès a principios de la década de 1920 y después tuvieron continuidad en un trazado. 
En 1940 nació la Federación de Automovilismo de Cataluña y Baleares (FACB). En 1946, la Peña Rhin recuperó el Gran Premio de España en el circuito urbano de Pedralbes. Actualmente la federación acoge las disciplinas de Velocidad, Rallyes en asfalto y tierra, Resistencia, Off Road con las modalidades de autocross, eslalon, trial 4X4, Karting, Turismos, Vehículos históricos y Eslalon. También colabora en la organización de eventos internacionales como el Gran Premio de Fórmula 1, el World Series by Renault, o el European F3 . La inauguración, el 19 de agosto de 2010, del Parque Motor de Castellolí, ha representado abrir un nuevo espacio de competición en un circuito en el que participan conjuntamente las federaciones catalanas de automovilismo y de motociclismo.

## Presidentes
- Francisco Quintana Ylzarbe (1940-1957)
- Salvador Fàbregas Bas (1957-1977)
- Antoni Grifoll Clariana (1977-1981)
- Jordi Viñas Penedès (1981-1984)
- Ernest Font Pou (1984-1988)
- Francesc Orús Segura (1988-1990)
- Joan Jiménez Mas (1990-1991)
- Francesc Balagué Gómez (1991-2004)
- Josep Maria Carrió Fornells (2004-2008)
- Joan Ollé Bartolomé (2008-2023)
- Pere Serrat Puig (2023-)